# Johann George von Hamilton

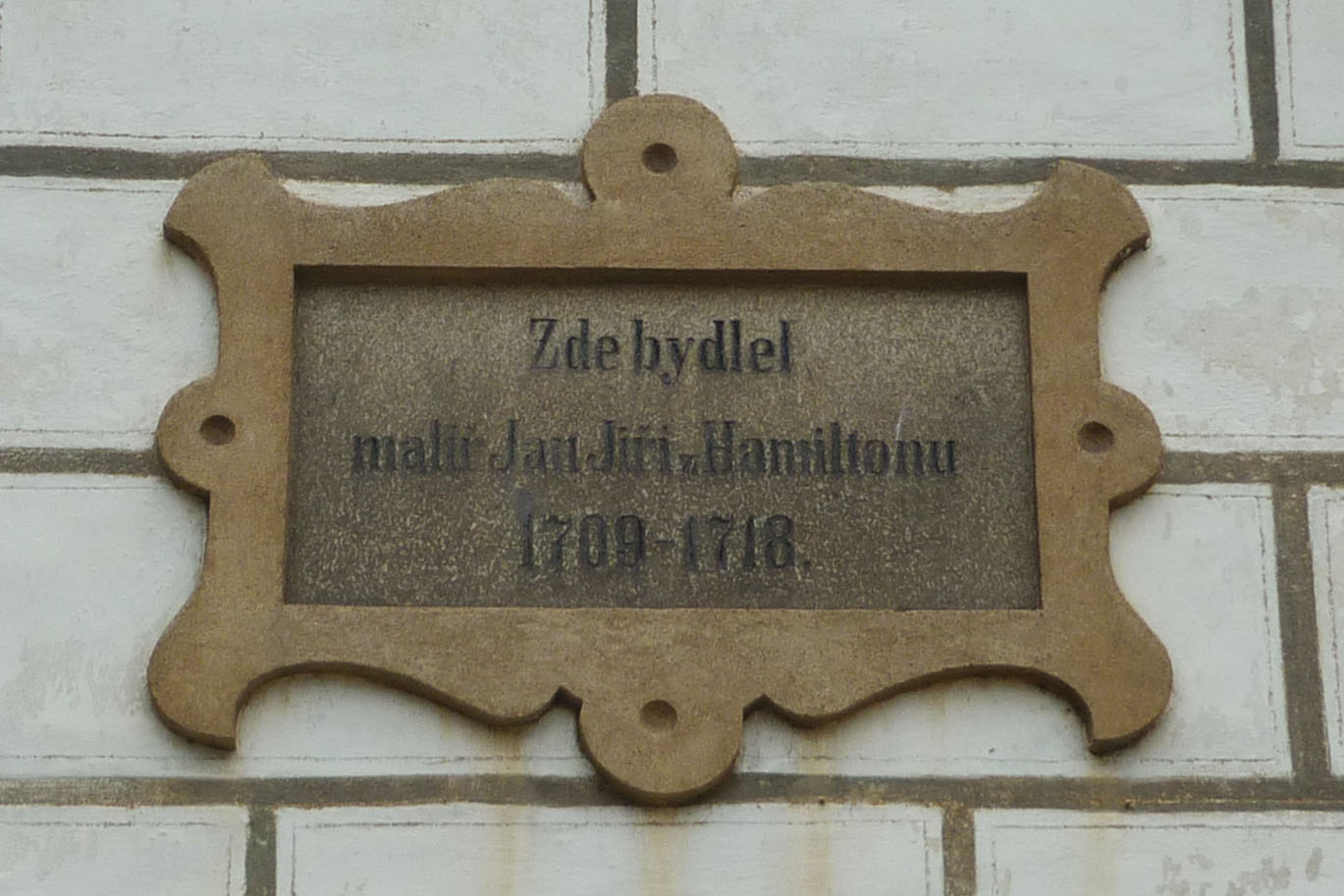
Gedenktafel auf Schloss Wittingau

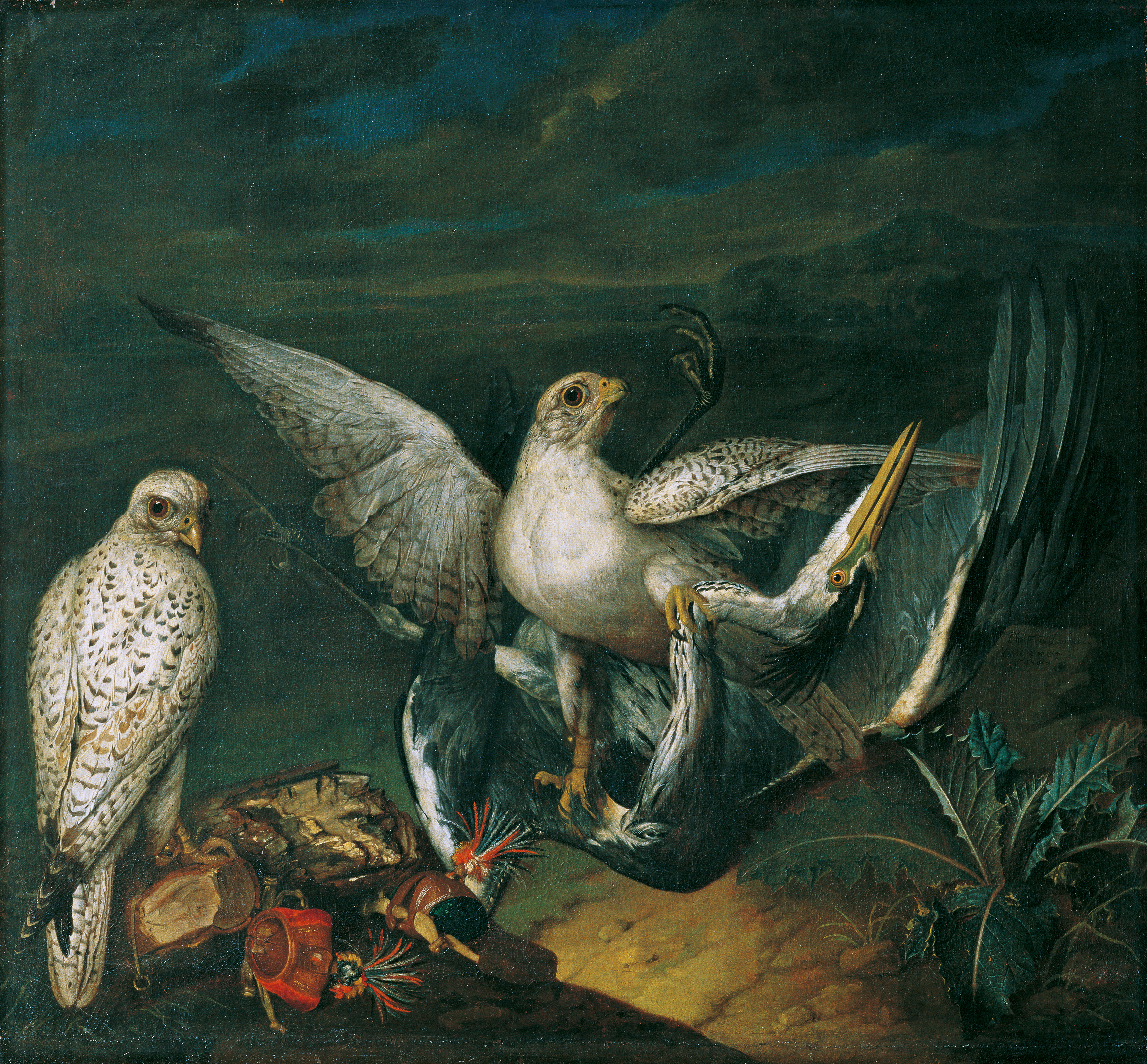
Weiße Jagdfalken mit einem Fischreiher, 1748, Belvedere, Wien

Johann George von Hamilton (auch Johann George of Hamilton, Johann Georg(e) de Hamilton; * 1672 in München; † Januar 1737 in Wien) war ein bekannter Tier- und Stilllebenmaler. Als Sohn des  Stilllebenmalers James Hamilton stammte er aus der schottischen Adelsfamilie Hamilton, die in die Spanischen Niederlande ausgewandert war (möglicherweise als Folge der Schlacht Rullion Green in Galloway am 28. November 1666).
In den 1690er Jahren kam er zusammen mit seinem Bruder Philipp Ferdinand nach Wien. Dort gelang ihm eine Anstellung beim kaiserlichen Hof von Karl VI., wo er 1712 zum Hof- und Kammermaler ernannt wurde. Ein weiterer Bruder, Karl Wilhelm von Hamilton (* 1668 oder 1670, † 1754), war ebenfalls Tiermaler. Johann Georgs Sohn Anton Ignaz von Hamilton (* 1696 in Wien, † um 1770 zu Hubertusburg in Sachsen) trat als Maler in die Dienste des Herzogs von Weimar und des Königs August III. von Polen und Sachsen.
Von 1709 bis 1718 lebte er auf Schloss Wittingau (Třeboň) in Südböhmen bei Adam Franz Karl Eusebius Fürst zu Schwarzenberg. Zudem stattete er das Schloss Ohrada mit Malereien aus. Heute sind sicher seine Darstellungen von Pferden und insbesondere die Lipizzaner der Spanischen Hofreitschule seine bekanntesten Werke.